# 2000台北萬人演唱會
《2000台北萬人演唱會》是新加坡歌手孫燕姿的首張演唱會影音專輯，於2001年4月10日發行。記錄孫燕姿2000年12月1日於台北中正紀念堂的現場演出，這也是孫燕姿首次的個人演唱會，該次演出曾破紀錄的湧入3萬人到場觀看。

## 曲目
1. Opening VCR
2. 我要的幸福
3. 很好
4. 壞天氣
5. 累贅
6. Rave Party
7. 超快感
8. 愛情證書
9. 害怕
10. 開始懂了
11. 零缺點
12. 相信
13. 自然
14. 難得一見
15. 星期一天氣晴我離開你
16. 天黑黑

## 金曲慶功版CD
《2000台北萬人演唱會》是新加坡歌手孫燕姿的首張演唱會專輯，於2001年6月7日發行。此前已於4月推出VCD影像版本，在孫燕姿獲得台灣第12屆金曲獎最佳新人獎後，唱片公司華納音樂特別推出了此次演唱會的CD版。CD版亦額外收錄第12屆金曲獎最佳作曲人獎獲獎作品〈天黑黑〉與最佳編曲人獎獲獎作品〈我要的幸福〉的錄音室版本。

### 曲目
1. 天黑黑 (CD Version)
2. 我要的幸福
3. 很好
4. 超快感
5. 愛情證書
6. 開始懂了
7. 零缺點
8. 相信
9. 自然
10. 難得一見
11. 天黑黑
12. 我要的幸福 (CD Version)